# Joris Gnagnon
Joris Gnagnon, né le 13 janvier 1997 à Bondy (Seine-Saint-Denis), est un footballeur français qui évolue au poste de défenseur. Il possède également la nationalité ivoirienne. 

## Biographie
Il est le demi-frère d'Harlem Gnohéré qui est également footballeur professionnel.

### Enfance et débuts
Né le 13 janvier 1997 à Bondy, au sein d'une famille aux origines ivoiriennes, Joris Gnagnon commence la pratique du football à l'âge de 8 ans, avec l'UF Clichy-sous-Bois, où il évolue de 2005 à 2008. À cette date, il rejoint le FC Montfermeil, un club voisin de Seine-Saint-Denis, où il joue durant six saisons. En 2013, avec Montfermeil, il remporte la Coupe de Paris, dans la catégorie des moins de 17 ans. Sollicité de longue date par plusieurs clubs professionnels, il choisit pendant longtemps de rester dans sa famille. Néanmoins, il réalise des tests au sein de plusieurs clubs espagnols et français, notamment le Stade rennais, le Stade de Reims et l'AS Saint-Étienne.
En avril 2014, Joris Gnagnon signe finalement un contrat d'aspirant d'une saison en faveur du Stade rennais, dont son entraîneur à Montfermeil, Valéry Laurent, est un ancien recruteur. Il intègre les rangs du centre de formation du club breton, mais se blesse rapidement au ménisque, et doit observer un repos de cinq mois. De retour sur les terrains, le défenseur fait rapidement ses preuves. Intégré au groupe des moins de 19 ans, il est titulaire au sein d'une équipe qui atteint les demi-finales de la Coupe Gambardella 2015, et fait ses débuts avec l'équipe réserve du Stade rennais en CFA2, dont il dispute quatre matchs lors de la saison 2014-2015,.

### Stade rennais FC

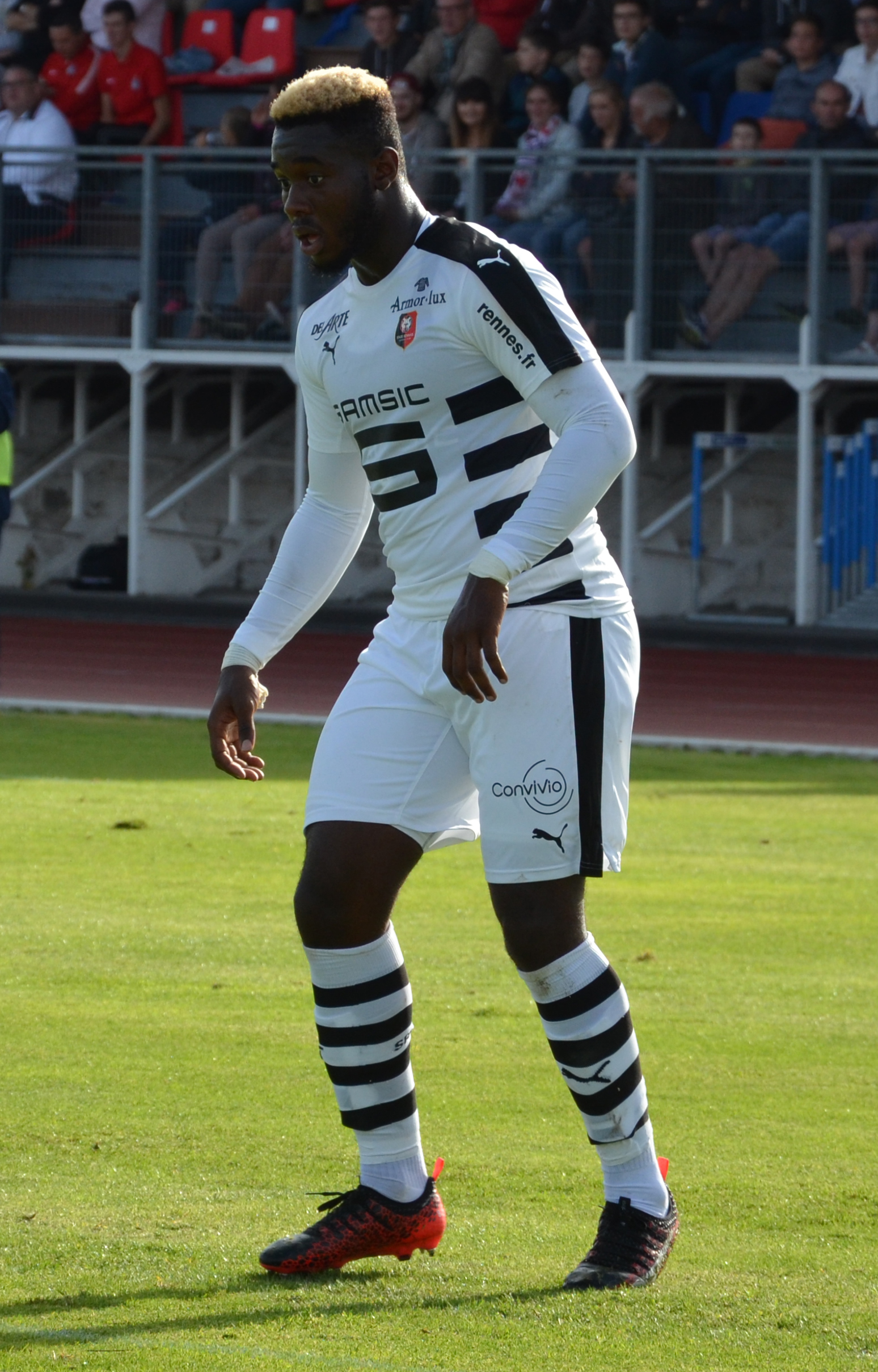
Joris Gnagnon en juillet 2017.

Poursuivant sa progression avec l'équipe réserve, Joris Gnagnon se rapproche rapidement du groupe professionnel lors de la saison 2015-2016. Le 18 octobre 2015, il est retenu pour la première fois par Philippe Montanier, qui l'intègre au groupe professionnel pour une rencontre de Ligue 1 disputée face à l'OGC Nice. Il doit néanmoins attendre trois mois, pour faire sa première apparition chez les professionnels, le 16 janvier 2016 à l'occasion d'un déplacement du Stade rennais FC au stade de l'Aube, face à l'ES Troyes AC. Blessé, Fallou Diagne doit céder sa place à la mi-temps, ce qui permet à Joris Gnagnon de disputer son premier match de Ligue 1 en défense centrale, associé à Sylvain Armand. Trois jours plus tard, il est cette fois titularisé par Philippe Montanier à l'occasion d'un seizième de finale perdu contre Bourg-en-Bresse Péronnas, rencontre à l'issue de laquelle l'entraîneur rennais est limogé et remplacé par Rolland Courbis. Deux mois plus tard, le 16 mars 2016, Joris Gnagnon signe finalement un premier contrat professionnel de trois ans en faveur de son club formateur, prenant effet au 1er juillet. Il connaît ensuite sa première titularisation en Ligue 1, le 29 avril 2016, à l'occasion d'une défaite rennaise au Parc des Princes face au Paris Saint-Germain, au sein d'une arrière-garde à trois défenseurs centraux, où il est associé à Mexer et Sylvain Armand. Pour sa première saison, il prend ainsi part à sept rencontres de Ligue 1.
Au début de la saison 2016-2017, Christian Gourcuff remplace Rolland Courbis au poste d'entraîneur du Stade rennais FC. Ramy Bensebaini recruté pour pallier le transfert de Fallou Diagne, le statut de Joris Gnagnon n'évolue pas dans la hiérarchie dans un premier temps, Pedro Mendes et Mexer formant la paire de titulaires en défense centrale. Ce dernier se blessant durant l'automne, Gourcuff le remplace dans un premier temps par Sylvain Armand, avant de tester Joris Gnagnon en Coupe de la Ligue lors d'un match contre le FC Lorient. Auteur d'une prestation convaincante, Gnagnon est ensuite titularisé à plusieurs reprises en Ligue 1, au côté de Mendes.
Après de bonnes performances en club, il est convoqué pour la première fois en équipe de France des moins de 20 ans en mars 2017.
En mai 2017, possédant la double nationalité franco-ivoirienne, il est convoqué par le sélectionneur des Élephants Marc Wilmots afin de jouer avec l'équipe de Côte d'Ivoire. Mais il ne joue finalement pas, et est sélectionné un an plus tard en équipe de France espoirs. Il fait ses débuts avec cette dernière le 25 mai 2018, à l'occasion d'un match amical disputé contre la Suisse.

### Séville FC
Le 25 juillet 2018, il signe au Séville FC pour une durée de cinq ans, contre un montant de 15 millions d’euros.

#### Prêt à Rennes
En manque de temps de jeu au Séville FC, Gnagnon retourne au Stade rennais FC sous forme de prêt pour la saison 2019-2020. Il enchaîne les titularisations entre septembre et décembre. En Ligue Europa, il participe notamment à chacune des rencontres de la phase de poules. Il inscrit un doublé lors de la dernière journée face à la Lazio Rome (victoire 2-0) alors que les rennais sont sûrs de finir derniers de leur groupe. Il perd sa place en défense courant décembre, la charnière Damien Da Silva - Jérémy Morel étant mise en place. À la suite de la blessure de ce dernier, il réapparaît dans le onze de départ. À cause de la pandémie de Covid-19, le championnat est arrêté après 28 journées. Il est alors apparu à 19 reprises en Ligue 1, pour 14 titularisations.
Le 21 septembre 2021, le club andalou décide de rompre son contrat pour faute grave. Il lui est reproché de ne pas respecter les exigences physiques et disciplinaires pour un athlète de haut niveau.

### AS Saint-Étienne
Le 21 janvier 2022, il s'engage officiellement jusqu'au terme de la saison avec l’AS Saint-Étienne. Après Bakary Sako, Paul Bernardoni, Sada Thioub et Eliaquim Mangala, il est le cinquième renfort du mercato hivernal pour tenter de sauver le club qui pointe à la dernière place du championnat avec 12 points. Hors de forme, son contrat est résilié dès début mai 2022. Il n'a alors disputé aucune minute de jeu avec l'équipe première.

## Statistiques
| Saison                | Club                    | Championnat           | Championnat | Championnat | Coupe nationale | Coupe nationale | Coupe de la Ligue | Coupe de la Ligue | Compétition(s) continentale(s) | Compétition(s) continentale(s) | Compétition(s) continentale(s) | Total | Total |
| Saison                | Club                    | Division              | M.          | B.          | M.              | B.              | M.                | B.                | Comp.                          | M.                             | B.                             | M.    | B.    |
| 2015-2016             | Stade rennais FC        | Ligue 1               | 7           | 0           | 1               | 0               | -                 | -                 | -                              | -                              | -                              | 8     | 0     |
| 2016-2017             | Stade rennais FC        | Ligue 1               | 27          | 1           | 2               | 1               | 1                 | 0                 | -                              | -                              | -                              | 30    | 2     |
| 2017-2018             | Stade rennais FC        | Ligue 1               | 36          | 2           | 1               | 0               | 4                 | 0                 | -                              | -                              | -                              | 41    | 2     |
| Sous-total            | Sous-total              | Sous-total            | 70          | 3           | 4               | 1               | 5                 | 0                 | -                              | -                              | -                              | 79    | 4     |
| 2018-2019             | Séville FC              | Liga                  | 7           | 0           | 3               | 0               | -                 | -                 | C3                             | 6                              | 0                              | 16    | 0     |
| Sous-total            | Sous-total              | Sous-total            | 7           | 0           | 3               | 0               | -                 | -                 | -                              | 6                              | 0                              | 16    | 0     |
| 2019-2020             | Stade rennais FC (prêt) | Ligue 1               | 19          | 0           | 5               | 0               | 1                 | 0                 | C3                             | 6                              | 2                              | 31    | 2     |
| Sous-total            | Sous-total              | Sous-total            | 19          | 0           | 5               | 0               | 1                 | 0                 | -                              | 6                              | 2                              | 31    | 2     |
| Total sur la carrière | Total sur la carrière   | Total sur la carrière | 96          | 3           | 12              | 1               | 6                 | 0                 | -                              | 12                             | 2                              | 126   | 6     |